# Бубеев, Цыдып Шагжанович
Цыды́п Шагжа́нович Бубе́ев (1912—1970) — бригадир тракторной бригады Баргузинской МТС Бурят-Монгольской АССР, Герой Социалистического Труда.

## Биография
Родился в 1912 году в улусе Аргада (территория современного Курумканского района Бурятии).
В 1936 году Бубеев окончил курсы трактористов. Вскоре он становится одним из передовых трактористов Баргузинской машинно-тракторной станции. Цыдып Бубеев проявляет трудолюбие и отличное знание техники и поэтому ему доверяют возглавить тракторную бригаду. 
29 марта 1948 года Указом Президиума Верховного Совета СССР за получение высоких урожаев зерновых Бубееву было присвоено звание Героя Социалистического Труда.
Работал в ремонтно-технической станции РТС, а затем – в Баргузинском районном объединении «Сельхозтехника».
Выйдя на пенсию, жил в Баргузинском районе. Умер в 1970 году.

## Награды и звания
- Герой Социалистического Труда (1948)
- Орден Ленина (1948)
- Медаль «За доблестный труд в Великой Отечественной войне 1941-1945 гг.» (1945).

## Память
- В селе Курумкан установлен бюст Цыдыпу Бубееву[2].